# Joop Eversteijn
Joop Eversteijn (La Haya, 29 de enero de 1921 - La Haya, 2 de noviembre de 2013) fue un futbolista profesional neerlandés que jugaba en la demarcación de delantero.

## Biografía
Joop Eversteijn debutó como futbolista en 1938 a los 17 años de edad con el ADO Den Haag. Jugó en el club durante 17 temporadas, en las que marcó 75 goles en 161 partidos jugados. Además ganó la liga en 1942 y 1943.
El 11 de abril de 1955 se retiró como futbolista jugando su último partido contra el Vv Brabantia. Tras su retiro como futbolista, ya en 1965, se convirtió en director técnico del ADO Den Haag.

## Clubes
| Club         | País         | Año         | Partidos | Goles |
| ------------ | ------------ | ----------- | -------- | ----- |
| ADO Den Haag | Países Bajos | 1938 - 1955 | 161      | 75    |

## Palmarés
- Eredivisie (2): 1942 y 1943